# Asesinato de Rachel Nickell
Rachel Jane Nickell (Inglaterra, 23 de noviembre de 1968 - Londres, Inglaterra; 15 de julio de 1992) fue una joven británica que murió apuñalada en Wimbledon Common, en el suroeste de Londres, el 15 de julio de 1992. La investigación policial inicial del crimen dio lugar a la detención en circunstancias controvertidas de un hombre inocente, posteriormente absuelto. Su asesino, Robert Napper, fue identificado por una investigación policial posterior y condenado en 2008.
Nickell paseaba con su hijo de dos años cuando recibió 49 puñaladas en el cuello y el torso y murió en el acto. Siguió una larga investigación policial para encontrar al autor, durante la cual se acusó injustamente a un sospechoso, que posteriormente fue absuelto, antes de que el caso se enfriara.
En 2002, con técnicas forenses más avanzadas, se reabrió el caso. El 18 de diciembre de 2008, Robert Napper se declaró culpable del homicidio involuntario de Nickell por responsabilidad disminuida. Napper, que ya estaba recluido en el hospital de alta seguridad Broadmoor de Berkshire por un doble asesinato cometido en 1993, recibió la orden de permanecer allí recluido indefinidamente.

## Asesinato
En el momento de su muerte, Nickell, de 23 años, vivía cerca de Wimbledon Common, en la ciudad de Wimbledon (Londres), con su pareja André Hanscombe y su hijo de dos años, Alexander Louis. La mañana del 15 de julio de 1992, ella y el pequeño estaban paseando a su perro por Wimbledon Common. Al pasar por una zona apartada del parque, Nickell fue atacada. Un asaltante la mató apuñalándola y acuchillándola repetidamente con un cuchillo, y después la agredió sexualmente. El agresor huyó del lugar, dejando a Alex físicamente ileso en las inmediaciones. Un transeúnte lo encontró aferrado al cuerpo ensangrentado de su madre, repitiendo las palabras «despierta, mamá», con un trozo de papel pegado a la frente a modo de venda.
En una entrevista televisada el 7 de septiembre de 2021 con Lorraine Kelly, a propósito del documental Death on the Common: My Mother's Murder, Alex Hanscombe declaró que, tras el ataque a su madre, le dijo tres veces «despierta, mamá» antes de darse cuenta de que «se había ido» y no estaba jugando. A continuación, se dirigió a un claro del Common, donde la gente vio que estaba cubierto de sangre y, por tanto, descubrió el cadáver de su madre.

## Investigación
Iniciada la investigación, liderada por agentes de la Policía Metropolitana de Londres, se llegó a interrogar a treinta y dos hombres en relación con el asesinato. Rápidamente, las pesquisas se centraron en Colin Stagg, un hombre de Roehampton (en el borough londinense de Wandsworth), conocido por pasear a su perro por el Common. Como no había pruebas forenses que lo relacionaran con el lugar del crimen, la policía pidió a Paul Britton, psicólogo criminalista, que creara un perfil del asesino. Decidieron que encajaba en el perfil y pidieron al psicólogo que les ayudara a diseñar una operación encubierta, llamada Operación Edzell, para ver si se eliminaba o se implicaba. Esta operación fue criticada posteriormente por los medios de comunicación y por el juez de instrucción, que la calificaron de «trampa de miel».

### Operación Edzell
Una policía encubierta del Grupo de Operaciones Especiales de la Policía Metropolitana (SO10) se puso en contacto con Stagg haciéndose pasar por amiga de una mujer con la que solía mantener contacto a través de una columna de corazones solitarios. Durante cinco meses, intentó obtener información de él fingiendo un interés romántico, quedando con él, hablando por teléfono e intercambiando cartas con fantasías sexuales. Durante un encuentro en Hyde Park, hablaron del homicidio de Nickell; él afirmó más tarde que sólo le había seguido el juego con el tema porque quería proseguir con el romance. El perfilador Paul Britton dijo más tarde que no estaba de acuerdo con el uso de las cartas llenas de fantasías y que no supo nada de ellas hasta después de haber sido enviadas.
El agente encubierto se ganó la confianza de Stagg y le sonsacó fantasías que el psicólogo Paul Britton interpretó como «violentas», pero no admitió el asesinato. La policía hizo pública una conversación grabada entre la agente y él en la que ella afirmaba disfrutar haciendo daño a la gente, a lo que él murmuró: «Por favor, explíquese, ya que llevo una vida tranquila. Si te he decepcionado, por favor, no me dejes. Nunca me había pasado nada parecido». Cuando ella continuó diciendo: «Si sólo hubieras cometido el asesinato de Wimbledon Common, si sólo la hubieras matado a ella, todo estaría bien», él respondió: «Lo siento muchísimo, pero no lo he hecho». No obstante, Stagg fue detenido y acusado sobre la base de afirmaciones de que había descrito aspectos de la escena del crimen que sólo el asesino habría conocido.

### Juicio
Cuando el caso llegó a Old Bailey en septiembre de 1994, el juez Ognall dictaminó que la policía había mostrado un «celo excesivo» y había intentado incriminar a Stagg mediante una «conducta engañosa del tipo más burdo». El juez Ognall excluyó todas las pruebas de incriminación basándose en que las descripciones del asesinato hechas por Stagg no se acercaban tanto a la realidad como la policía había mantenido. Sin más pruebas que presentar, la acusación retiró sus argumentos y Stagg fue absuelto.
Keith Pedder, el detective encargado del caso, recibió duras críticas públicas. Incluso después de que Stagg fuera absuelto (con razón, como se demostró más tarde) del asesinato de Nickell, Pedder siguió promoviendo durante los años siguientes su teoría de que Stagg era culpable. En 2001 declaró en un documental de ITV, Real Crime:

Colin Stagg ha pasado por una versión de la justicia, aunque truncada, y ha sido declarado inocente. Pero me pregunto si realmente puede decir con la mano en el corazón que cree que la gente se encontrará con él en la calle y creerá eso. No creo que el sistema sirviera a nadie ese día en particular.

Tras la absolución de Stagg, Pedder se jubiló anticipadamente de la policía. Posteriormente se enfrentó a cargos de corrupción, pero el juez desestimó el caso en una vista previa al juicio por falta de pruebas.

## Reapertura del caso y detención del autor

### Caso frío
Cada año, en el aniversario del asesinato, se presionaba a Scotland Yard para que avanzara. A finales de la década de 1990, se volvió a investigar el asesinato de Nickell en el marco de la Operación Enigma, una investigación nacional interinstitucional sobre los asesinatos sin resolver de 207 mujeres. Bajo una nueva dirección, los detectives empezaron a recopilar pruebas y expedientes relacionados con el caso a partir de 2000.
En 2002, diez años después del asesinato, Scotland Yard recurrió a un equipo de revisión de casos sin resolver, que utilizó técnicas refinadas de ADN de las que se disponía desde hacía poco tiempo. Un pequeño equipo de agentes e investigadores veteranos retirados analizó las declaraciones de los testigos, reevaluó los expedientes de varios posibles sospechosos y examinó la posibilidad de que el caso estuviera relacionado con otros crímenes. Los agentes compararon las lesiones sufridas por Nickell con las de otras agresiones y consultaron a científicos forenses sobre las mejoras en el cotejo de ADN. En julio de 2003, salieron a la luz informes de que, tras 18 meses de pruebas en la ropa de Nickell, la policía había encontrado una muestra de ADN masculino que no coincidía con el de su novio ni con el de su hijo. En aquel momento, la muestra era insuficiente para confirmar una identidad, pero lo bastante grande como para descartar sospechosos.

### Robert Napper
En julio de 2006, el equipo de Scotland Yard entrevistó al asesino convicto Robert Napper durante dos días en Broadmoor. Napper, de 40 años en aquel momento, había sido diagnosticado de esquizofrenia paranoide y síndrome de Asperger y llevaba más de diez años internado en la institución de seguridad. Había sido condenado por el asesinato de Samantha Bisset y su hija de cuatro años, Jazmine, en noviembre de 1993, dieciséis meses después del homicidio de Nickell.
El 28 de noviembre de 2007, Napper fue acusado del asesinato de Nickell. Compareció ante el Tribunal de Magistrados de la ciudad de Westminster el 4 de diciembre de 2007, donde se le concedió la libertad bajo fianza con la condición de que permaneciera en el hospital psiquiátrico de Broadmoor hasta la celebración de otra vista el 20 de diciembre de 2007. El 24 de enero de 2008, se declaró inocente del asesinato de Nickell y el juicio comenzó el 11 de noviembre de 2008.
El 18 de diciembre de 2008, en Old Bailey, Napper se declaró culpable del homicidio de Rachel Nickell alegando responsabilidad disminuida. El juez Griffith Williams declaró que Napper permanecería detenido indefinidamente en Broadmoor porque era «un hombre muy peligroso». Es poco probable que sea puesto en libertad. Al mismo tiempo, Stagg recibió una disculpa pública de la Policía Metropolitana por su anterior implicación y procesamiento en relación con la investigación del asesinato de Nickell.

## Hechos posteriores
Una revisión interna estimó que la persecución había costado al erario público 3 millones de libras y que se había perdido información científica vital.
Stagg demandó a la policía por daños y perjuicios por un total de un millón de libras tras los catorce meses que pasó detenido. Coescribió y publicó dos libros sobre el caso: Who Really Killed Rachel? (con el novelista David Kessler) y Pariah (con el periodista Ted Hynds), este último publicado el mismo día en que el verdadero culpable compareció ante el tribunal para declararse culpable. En enero de 2007, el Ministerio del Interior confirmó que Stagg recibiría una indemnización por procesamiento injusto, cuya cuantía sería fijada por un asesor independiente. El 13 de agosto de 2008 se anunció que la indemnización ascendía a 706 000 libras.
La agente encubierta que participó en el intento de obtener pruebas en la investigación original haciéndose amiga suya se jubiló anticipadamente de la Policía Metropolitana en 1998. Con el apoyo de la Federación de Policía, demandó a la Policía Metropolitana por daños y perjuicios derivados de la investigación. En 2001, poco antes de la vista, su caso se resolvió extrajudicialmente y recibió 125 000 libras. Su abogado dijo: «La voluntad de la Policía Metropolitana de pagar una indemnización considerable debe indicar que reconocen que Nickell sufrió lesiones psiquiátricas graves". El pago fue muy criticado por diversas fuentes, sobre todo porque el hijo de Nickell había recibido 22 000 libras (menos de una quinta parte de la cantidad pagada al detective encubierto) de la Autoridad de Compensación por Lesiones Criminales.
El psicólogo criminalista implicado en la investigación fue acusado de mala conducta profesional por la Sociedad Británica de Psicología, pero en 2002, en lugar de celebrarse audiencias sobre el fondo del asunto, se desestimaron otras acciones debido a la demora en la incoación del procedimiento.
Tras una investigación, la Comisión Independiente de Quejas contra la Policía (IPCC) publicó un informe, fechado el 3 de junio de 2010, sobre la actuación de la Policía Metropolitana y su gestión de la investigación del asesinato. En él se describía un «catálogo de malas decisiones y errores» por parte de la Policía Metropolitana que habían dado lugar a que Napper tuviera vía libre para matar a Nickell. Los agentes desaprovecharon una serie de oportunidades para sacarlo de las calles y sugirieron que las vidas de Samantha Bisset y su hija de cuatro años, Jazmine, también se habrían salvado si la policía hubiera actuado en respuesta a los chivatazos, incluido uno de la madre de Napper.
Rachel Cerfontyne, del IPCC, declaró que la policía no investigó el informe de 1989 en el que se afirmaba que Napper había atacado a una mujer en Plumstead Common, en Londres, y que no se ha encontrado ningún registro de la llamada telefónica. Está claro que en todas las investigaciones sobre las violaciones de la «Cadena Verde» y la muerte de Rachel Nickell hubo un catálogo de malas decisiones y errores cometidos por la Policía Metropolitana. La policía no investigó suficientemente después de que la madre de Napper llamara a la policía para informar de que él le había confesado que había violado a una mujer e, inconcebiblemente, eliminaron a Napper de las investigaciones sobre las violaciones de la Cadena Verde porque medía más de 1,80 metros. 
Sin estos errores, Robert Napper podría haber estado fuera de las calles antes de que matara a Rachel Nickell y a los Bisset, y antes de que numerosas mujeres sufrieran violentas agresiones sexuales a sus manos». Los detectives habían decidido excluir a cualquiera que midiera más de 1,80 metros basándose en la descripción de un violador de 1,70 metros; sin embargo, había informes contradictorios de testigos sobre la altura del violador, y Napper caminaba encorvado. El IPCC dijo que ningún agente de policía se enfrentaría a medidas disciplinarias porque todos se habían jubilado y un detective jefe clave había fallecido. No se consideraron acciones penales.